# Resurrezione di Lazzaro (Caroto)
Resurrezione di Lazzaro, è un dipinto del pittore veronese Giovan Francesco Caroto conservato presso il Palazzo del Vescovado di Verona.